# هارلمرمير
هارلمرمير Haarlemmermeer  هي مدينة وبلدية بمقاطعة شمال هولندا، هولندا. ويقع بها مطار سخيبهول الدولي.

## طوبوغرافيا
خريطة طوبوغرافية هولندية لبلدية هارلمرمير، يونيو 2015، (تقرأ بعد ثلاث نقرات على الخريطة).

## أعلام
- كالفن ستنغس
- توم جيرليز
- سليمان بيرك
- كازيمير شميت
- أرنولد ماير

## وصلات خارجية
- الموقع الرسمي
 (بالهولندية)